# Tildi Béla
Tildi Béla (Kémes, 1948. december 2. –) magyar belsőépítész, tanár, a Moholy-Nagy Művészeti Egyetem nyugalmazott docense.
https://dtstudio.hu/

## Életpályája
Sopronban 1972-ben szerzett faipari mérnöki diplomát, majd 1975-ben diplomázott a Magyar Iparművészeti Főiskolán. Mesterei: Szrogh György, Jánossy György. 1975 - 1985 között a Lakóterv belsőépítész tervezője.

## Kiállításai

### Csoportos kiállítások
- 1980 Tárgyak, alkotások, Vigadó Galéria, Budapest
- 1980 A kéz intelligenciája, Műcsarnok, Budapest
- 1983 A tervezés értékteremtés. Országos Iparművészeti kiállítás, Műcsarnok, Budapest
- 2001 Ipar-Művészet. Millenniumi iparművészeti kiállítás, Műcsarnok, Budapest

### Egyéni kiállításai
- 1984 Tamás Galéria, Budapest
- 1984 Budavári Galéria, Budapest
- 1989 Aba Novák Terem, Szolnok

## Megvalósult belsőépítészeti munkái
- MTV 8. és 9. stúdiója, Budapest
- Ipari Fejlesztési Bank székháza, Budapest
- River Estate székház, Budapest
- Duna Tv stúdióközpont, Budapest
- POTE Pécsi Honvédkórház Traumatológiai Központ
- Debreceni Orvostudományi Egyetem III. sz. Belgyógyászati Klinika Immunológiai osztály.
- POTE Kardiológiai és Szívsebészeti Centrum, Pécs
- Magyar Borok Háza, Budapest
- Pólus Center Stúdió Komplexum, Budapest
- R70 irodaház, Budapest

## Díjai, elismerései
- 1981 Ipari formatervezési nívódíj
- 1984 MM és a Művészeti Alap kiállítás díja
- 2000 Kamera Hungaria Televíziós Műsorok Fesztiválja Díja
- 2006 Ferenczy Noémi-díj

## Forrás, irodalom
- Kortárs magyar művészeti lexikon III. (P–Z). Főszerk. Fitz Péter. Budapest: Enciklopédia. 2001. ISBN 963-8477-46-6 Online elérés
- https://dtstudio.hu/

1. ↑  Artists of the World (német nyelven). De Gruyter, 2022. január 17.